# São Pedro das Missões
São Pedro das Missões es un municipio brasilero del estado del Rio Grande do Sul.

## Geografía
Su población estimada en 2004 era de 1.777 habitantes.